# Ross Barkley
Ross Barkley (* 5. prosince 1993 Liverpool) je anglický profesionální fotbalista, který hraje na pozici středního záložníka za anglický klub Luton Town FC. Mezi lety 2013 a 2019 odehrál také 33 utkání v dresu anglické reprezentace, ve kterých vstřelil 6 branek.

## Klubová kariéra
Ross Barkley začal svoji profesionální kariéru v Evertonu. Z Evertonu hostoval v roce 2012 v Sheffieldu Wednesday a v roce 2013 v Leedsu United.
V lednu 2018 přestoupil do klubu Chelsea FC.

## Reprezentační kariéra
Barkley nastupoval za anglické mládežnické reprezentace od kategorie U16.
V A-mužstvu Anglie debutoval 6. 9. 2013 v kvalifikačním utkání v Londýně proti týmu Moldavska (výhra 4:0).
Trenér Roy Hodgson jej vzal na Mistrovství světa 2014 v Brazílii, kde Angličané vypadli již v základní skupině D, obsadili s jedním bodem poslední čtvrtou příčku.

Pod vedením trenéra Roye Hodgsona se zúčastnil i EURA 2016 ve Francii, kam se Anglie suverénně probojovala bez ztráty bodu z kvalifikační skupiny E.